# 巴頓·沃倫·艾夫曼
巴頓·沃倫·艾夫曼（英語：Barton Warren Evermann，1853年10月24日—1932年9月27日）是一名美國魚類學家。

## 早年生活和教育
艾夫曼於1853年出生於愛荷華州門羅縣。在他還是個孩子的時候，他的家人搬到印第安納州，他在那裡長大、完成學業並結婚。艾夫曼於1886年畢業於印第安納州立大學。

## 職業生涯
10年間，艾夫曼曾在印第安納州和加利福尼亞州擔任教師和學監。在印第安納州卡羅爾縣任教期間，艾夫曼遇到同事教師米迪·霍金斯（Meadie Hawkins）。他們於1875年10月24日結婚，育有一個兒子托克薩韋·勃朗特（Toxaway Bronte）和一女伊迪絲（Edith）。1886年至1891年，他在特雷霍特的印第安納州立大學擔任生物學教授。1893年至1894年在史丹佛大學講學，1900年至1903年在康乃爾大學講學，1903年至1906年在耶魯大學講課。
20世紀初，身為舊金山加利福尼亞州科學院的院長，他推動了對墨西哥太平洋沿岸雷維利亞希赫多群島的研究。索科羅島的最高峰艾夫曼山以他的名字命名，安樂蜥屬的Anolis evermanni也以他的名字命名
1888年，艾夫曼進入美國漁業局工作，1891年成為魚類學家，1903年至1911年負責科學調查部門，1910年至1914年擔任阿拉斯加漁業服務局局長。艾夫曼在1892年擔任海狗專員，1908年成為海狗委員會主席。
1932年9月27日，艾夫曼於加利福尼亞州柏克萊逝世，享年78歲。

## 外部連結
- 互联网档案馆中巴頓·沃倫·艾夫曼的作品或与之相关的作品